# Poli Rincón
Hipólito „Poli“ Rincón Povedano (* 28. April 1957 in Madrid) ist ein ehemaliger spanischer Fußballspieler.

## Karriere

### Verein
Rincón begann seine Karriere 1976 in der zweiten Mannschaft von Real Madrid und rückte nach verschiedenen Leihgeschäften 1979 in die Profimannschaft auf. Bei den Königlichen kam das Nachwuchstalent jedoch in den folgenden zwei Spielzeiten nur zu 16 Einsätzen. 1981 verließ Rincón daher die Hauptstadt und unterschrieb einen Vertrag bei Betis Sevilla. In Andalusien war der Spanier Stammspieler und bedankte sich für das Vertrauen mit Toren. In der Saison 1982/83 wurde er mit 20 Treffern Torschützenkönig. Darüber hinaus nahm er mit seiner Mannschaft zweimal am UEFA-Cup teil. Gegen Ende der 1980er beendete Betis Sevilla die Spielzeiten jedoch zumeist in der unteren Tabellenhälfte. Als der Klub in der Spielzeit 1988/89 letztlich abstieg, beendete Rincón seine Karriere.

### Nationalmannschaft
Rincón bestritt 22 Länderspiele für die spanische Fußballnationalmannschaft und nahm 1986 an der Weltmeisterschaft in Mexiko teil. Vier seiner zehn Tore im Nationaltrikot schoss er in einem Qualifikationsspiel für die Europameisterschaft 1984 gegen Malta.

## Erfolge
- Spanischer Meister: 1980
- Spanischer Pokalsieger: 1980
- Pichichi-Trophäe: 1983